# Luzuriaga (planta)
Luzuriaga es un género fanerógamas perteneciente a la tribu Luzuriageae de las alstroemeriáceas. Comprende cuatro especies distribuidas en Nueva Zelanda, Chile y Argentina hasta Tierra del Fuego e Islas Malvinas. Los frutos reciben en Chile el nombre de coral.

## Especies
A continuación se brinda un listado de las especies de Luzuriaga  aceptadas hasta marzo de 2010, ordenadas alfabéticamente. Para cada una se provee el nombre binomial seguido del autor respectivo  —abreviada según las convenciones y usos— y la publicación válida. Finalmente, para cada especie también se detalla su distribución geográfica.
- Luzuriaga marginata (Gaertn.) Benth. & Hook.f., Gen. Pl. 3: 768 (1883). Sur de Chile y Argentina hasta las Islas Malvinas.
- Luzuriaga parviflora (Hook.f.) Kunth, Enum. Pl. 5: 281 (1850). Nueva Zelanda.
- Luzuriaga polyphylla (Hook.f.) J.F.Macbr., Contr. Gray Herb. 56: 20 (1918). Sur de Chile.
- Luzuriaga radicans Ruiz & Pav., Fl. Peruv. 3: 66 (1802). Centro y Sur de Chile y Sur de Argentina.